# Chilo arcuellus
Chilo arcuellus là một loài bướm đêm trong họ Crambidae.